# Ольвійська хора
Ольвійська хора  — являла собою сільськогосподарську околицю Ольвії, і структурно була частиною неї.
Від часу заснування Ольвії в 647—646 р. до н. е. поступово навколо Ольвії сформується її хора. Виникла досить велика кількість маленьких сільських поселень, які спеціалізувалися на полюванні, землеробстві, рибальстві, тваринництві, на ремеслі. Культура і побут в цих поселеннях не відрізнялися від культури і побуту ольвіополітів, оскільки це були такі ж переселенці з міст Греції, що і жителі Ольвії. Враховуючи сільськогосподарську спрямованість економіки, Ольвія, як і багато інших грецьких колоній, мала свою сільськогосподарську округу що називалася хора, поселення якої були розмішені достатньо вузькою смугою, приблизно до 5–7 км, вздовж узбережжя Березанського та Буго-Дніпровського лиманів.
Динаміка освоєння регіону мала таку історію на початку VI ст. до н.е. безпосередньо на території Кінбурнського півострова, а також на лівому березі одного з рукавів дельти Дніпра відбувається засновання Ягорлицьке ремісниче поселення. Інколи його помилково включають в склад ольвійської хори, але насправді воно було сезонним торжищем і ремісничим осередком, де тимчасово жили і працювали вихідці з фракійського регіону, Середнього Подніпров’я, Північного Кавказу та навіть з віддалених територій Сходу. Про це свідчить дуже широкий типологічний спектр мідних та бронзових предметів, які були виготовлені в майстернях Ягорлицького поселення.
У період до середини VI ст. до н.е. заселяється і лівий берег Березанського лиману, в наступні десятиліття грецькі поселення з'являються і на правому березі тодішнього Буго-Дніпровського лиману. У другій половині VI ст. до н.е. століття сталий ланцюжок грецьких поселень досягає приблизно широти сучасного Миколаєва і в цей час заселяється лівий берег Бузького лиману
. Ці поселення мали структуру невеликих "хуторків" забудованих землянками, у яких мешкала одна єдина родина приблизно з 5–7 чоловік.
З кінеця VI по першу чверть V ст. — був часом цілком стабільного існування сталих поселень Ольвійської хори, але вже у кінці першої третини V ст. до н.е. заселення змінюється, воно стає сконцентровано у Ольвії та на Березані, а сільська округа стрімко скорочується приблизно до розмірів досить невеликого приміського району. На межі V–IV ст. до н.е. навпаки починається заснування нових сільськогосподарських поселень, але це вже цілеом урбанізовані селища включно з кам’яним будівництвом, на місцях архаїчних поселень, також були засновані цілком нові. Вони існували до останньої третини IV ст., іншими словами до облоги Ольвії македонськими військами Зопіріона.
Говорячи про склад населення хори архаїчної доби, більшість його становили греки, треба зазначити свідчення Геродота, про калліпідів або елліно-скіфів, що, як з’ясовано завдяки останнім дослідженням, мешкали в районі Аджигольської балки. Це були варвари, які вели осілий спосіб життя і зазнали сильного культурного впливу з боку еллінів, але продовжували займатись, переважно, відгінним скотарством, в той час, коли на решті поселень греки займались землеробством.
Наступний етап в історії хори — остання третина IV — перша чверть III ст. до н.е. Її територія досягла максимальних розмірів — це було результатом економічного піднесення ольвійської держави. З’являються поселення на нових місцях — у верхів’ях Березанського і на правому березі Дніпровського лиманів, на Кінбурнській косі. На півночі, як і в архаїчний час, межі хори сягали широти сучасного Миколаєва. Змінюється і тип поселень, збільшується їхня площа, відтоді вони являли собою окремі садиби з товстими стінами, що було викликано вимогами безпеки поселень. З другої чверті III ст. до н.е. територія ольвійської хори контролюється місцевими племенами. Останнім часом уточнена дата загибелі хори Ольвії  - близько  215  р. до н. е. (а не 250 р. до н. е.).  Під натиском скіро-галатських племен в цей час разом із нижньобузькими гинуть гетські поселення на правому березі Дністра і на лівому березі Дніпра. Ольвійська хора після 215 р. до н. е. обмежена лише тільки територією лівого берега Бузького лиману. Події військово-політичної та економічної кризи в середині ІІ ст. до н.е. завершуються розгромом Ольвії в середині І ст. до н.е. царем гетів Берібістою. Ольвіополіти протягом цілого століття займались землеробством виключно поблизу міських стін, принаймні ніяких слідів сільських поселень того періоду біля Ольвії наразі не виявлено.
В І ст. до н.е. — І ст. н.е. сільськогосподарське освоєння  регіону почалось спочатку. Серйозна загроза від сарматських племен примусила Ольвію посилювати свою обороноздатність, тому поселення Ольвійської хори тоді складали єдину систему укріплених пунктів-фортець, розташованих у зоні прямого бачення одна від одної. Не дивлячись на певні проблеми, Ольвія і її хора в цей час переживає певне піднесення. Значних військових зіткнень тут не відбувалось, але, разом із перебуванням в Ольвії римського гарнізону, в урочищі "Дідова Хата" виявлено римський тимчасовий табір
.
В середині ІІ століття простежується певна дестабілізація життя Ольвійської хори, що було викликано нападами тавро-скіфів на територію Ольвійської хори. На більшості приольвійських укріплень дослідженнями зафіксовано сліди пожеж. Але римські підрозділи, надіслані Антонієм Пієм на допомогу ольвіополітам захистили Ольвію і життя в хорі знову стабілізується. У другій половині ІІ — на початку ІІІ ст. життя городищ досягає найвищого розквіту і на території ольвійської держави з’являються неукріплені поселення черняхівського типу. Але з середини ІІІ ст. починається занепад економіки, пов’язаний із просуванням готських племен. Врешті в цей період Ольвія і сільські поселення її хори припиняють своє існування.
У 2018 р. під час розкопок поселення Ольвійської хори, біля села Дніпровське Білозерського району Херсонської області, вперше виявила тут святилище (теменос) .